# Терехта (Челябинская область)
Терехта — деревня в Кусинском районе Челябинской области. Входит в состав Петрозаводского сельского поселения.

## География
Расположена в месте впадения реки Теректы в Ай. Расстояние до районного центра, Кусы, 22 км.

## Население
| 2002 | 2010 |
| ---- | ---- |
| 3    | ↗11  |

По данным Всероссийской переписи, в 2010 году в деревне проживали 8 мужчин и 3 женщины.